# Ferdinand von Rohr (General, 1805)
Emil Ferdinand Leopold von Rohr (* 14. Oktober 1805 in Heiligenstadt; † 8. April 1873 in Danzig) war ein preußischer Generalleutnant.

## Leben

### Herkunft
Ferdinand war der Sohn des Vizekammerdirektors bei der Kriegs- und Domänenkammer Hans Ludwig Leopold von Rohr (1772–1850) und dessen Ehefrau Amalie Henriette, geborene Hatz (1776–1810).

### Militärkarriere
Rohr besuchte das Kadettenhaus in Berlin und wurde anschließend Mitte April 1823 als Sekondeleutnant dem 12. Husaren-Regiment der Preußischen Armee überwiesen. Zur weiteren Ausbildung absolvierte er 1826/29 die Allgemeine Kriegsschule, avancierte Mitte Juni 1841 zum Premierleutnant und war von Ende März 1844 bis Anfang September 1845 als Adjutant bei der 6. Division in Torgau kommandiert. Am 11. September 1845 folgte mit der Beförderung zum Rittmeister seine Ernennung zum Eskadronchef. Als Major rückte Rohr am 10. Mai 1853 zum etatsmäßiger Stabsoffizier auf und wurde am 8. Januar 1857 zum Kommandeur des 5. Ulanen-Regiments in Düsseldorf ernannt. In dieser Stellung erfolgte am 9. April 1857 seine Beförderung zum Oberstleutnant sowie am 31. Mai 1859 zum Oberst. 
Sein Regimentschef Herzog Adolph von Nassau verlieh Rohr am 11. Februar 1860 das Komturkreuz des Militär- und Zivildienst-Orden Adolphs von Nassau mit Schwertern und König Friedrich Wilhelm IV. würdigte ihn am 25. Mai 1860 mit dem Roten Adlerorden III. Klasse mit Schleife. Unter Stellung à la suite seines Regiments wurde er am 13. April 1861 zum Kommandeur der 2. Kavallerie-Brigade in Danzig ernannt. Anlässlich der Krönung von König Wilhelm I. erhielt Rohr am 18. Oktober 1861 den Kronenorden III. Klasse. Nachdem er am 25. Juni 1864 zum Generalmajor befördert worden war, wurde Rohr am 10. Mai 1866 mit der gesetzlichen Pension zur Disposition gestellt.
Anlässlich des Deutschen Krieges war Rohr 1866 für die Dauer der Mobilmachung Kommandeur der 1. Landwehr-Kavallerie-Brigade. Mit der Beendigung des mobilen Verhältnisses wurde ihm am 17. September 1866 der Charakter als Generalleutnant verliehen.

### Familie
Rohr verheiratete sich am 23. Oktober 1838 in Merseburg mit Hedwig Emilie Henriette von Werder (1812–1864). Aus der Ehe gingen die Tochter Isidore (1838–1848) und der Sohn Kurt (* 1841) hervor.